# Bombyliidae
I Bombilidi o Bombiliidi (Bombyliidae Latreille, 1802) sono una vasta famiglia di insetti dell'ordine dei ditteri (Brachycera: Muscomorpha), comprendente circa 6.000 specie descritte, diffuse in tutto il mondo. Il gruppo, insieme agli Asilidae e ai Therevidae, è il più rappresentativo della superfamiglia degli Asiloidea ed è uno dei più importanti nell'ambito dei Brachiceri inferiori.
I Bombilidi si differenziano nettamente sia dagli Asilidae sia dai Therevidae per l'etologia degli adulti e delle larve. Gli adulti si nutrono infatti di polline e nettare e non hanno alcuna relazione trofica con altri animali. Le larve, invece, hanno un regime dietetico zoofago come nella maggior parte degli Asiloidea. A differenza delle larve delle due citate famiglie, però, quelle dei Bombilidi si comportano come parassitoidi, mostrando comportamenti analoghi a quelli dei Nemestrinoidea. In inglese sono noti con il nome comune bee flies ("mosche api") perché spesso imitano gli Apoidei sia nella livrea sia nel comportamento.

## Descrizione
Insetti dalla morfologia eterogenea, gli adulti della maggior parte dei Bombilidi sono tuttavia caratterizzati da alcuni particolari morfologici che ne rendono abbastanza facile il riconoscimento. Le dimensioni del corpo variano, secondo la specie, da 1 mm a 2,5 cm. La forma è spesso compatta e il tegumento rivestito da una densa e abbondante peluria. La livrea è eterogenea, da colori poco appariscenti come il bruno, il nerastro, il grigio, a colori chiari come il bianco o il giallo. È molto diffuso il mimetismo batesiano, con l'imitazione di imenotteri apoidei.
Il capo è rotondo, con faccia convessa, spesso oloptico nei maschi. Le antenne sono di tipo aristato, composte da 3-6 segmenti, con terzo segmento più grande degli altri; lo stilo è assente (antenne di tre articoli) oppure composto da 1-3 flagellomeri (antenne di 4-6 articoli). L'apparato boccale è di tipo succhiante, adattato all'alimentazione sui fiori. La lunghezza varia considerevolmente: ad esempio, gli Anthracinae hanno un apparato boccale breve, con il labbro inferiore terminante in un ampio labello carnoso, nei Bombyliinae e nei Phthiriinae è notevolmente lungo, fino ad oltre il quadruplo della lunghezza del capo nei Bombyliinae.
Le zampe sono lunghe e sottili, quelle anteriori a volte più piccole e più gracili delle medie e delle posteriori. In genere sono provviste di setole all'apice delle tibie, prive di empodio e, a volte, anche di pulvilli. Le ali sono trasparenti, ialine o spesso colorate uniformemente o a bande. Hanno l'alula ben sviluppata e in posizione di riposo sono tenute aperte e orizzontali ai lati dell'addome.
L'addome è generalmente breve e largo, di forma subglobosa o cilindrica o conica, composto da 6-8 uriti apparenti, mentre i restanti entrano a far parte della struttura degli organi genitali esterni. L'addome delle femmine termina spesso con processi spinosi, sfruttati nel meccanismo dell'ovideposizione. Negli Anthracinae e nei Bombyliinae è presente un diverticolo nell'ottavo urite, nel quale le uova vengono frammiste a sabbia prima di essere deposte.
La nervatura alare pur con una certa variabilità nell'ambito della famiglia, presenta alcune caratteristiche frequenti che si riassumono fondamentalmente nella particolare morfologia delle ramificazioni del settore radiale e nella riduzione delle ramificazioni della media. La costa si sviluppa sull'intero margine e la subcosta è lunga, spesso terminante sulla metà distale del margine costale e confusa con la radio e il ramo anteriore della radio.
La radio è suddivisa quasi sempre in quattro ramificazioni, con fusione dei rami R2 e R3, ed è caratterizzata dalla sinuosità dei tratti terminali dei rami del settore radiale. Il ramo anteriore (R1) corre parallelamente alla subcosta e termina nel terzo medio distale. La vena R2+3 in genere tende a dirigersi verso l'apice dell'ala ma poi subisce una curvatura più o meno marcata e confluisce sul margine costale oppure, in molti Anthracinae, su R1; il ramo R4 è generalmente sinusoidale e subisce una netta curvatura in avanti, mantenendosi parallelo all'apice dell'ala e confluendo nel margine costale. Il ramo R5, invece, confluisce sul margine posteriore. È spesso presente una nervatura trasversa settoriale che connette R4 a R2+3, interpretata a volte come ramo R3 prodotto dalla biforcazione R2+3. Talvolta sono presenti altre nervature trasverse sovrannumerarie fra R2+3 e R1 oppure una nervatura trasversa fra R4 e R5.
La media presenta una marcata semplificazione rispetto ad altri Asiloidei e, in generale, ad altri Brachiceri inferiori, presentando due o tre ramificazioni. M1 è sempre presente e confluisce sul margine oppure, a volte, su R5. M2 è presente e raggiunge il margine oppure è assente. M3 è invece sempre assente, fusa con M4. La cellula discale è in genere presente. Il ramo M3+4 si separa dalla cellula discale in corrispondenza del vertice distale posteriore, perciò la medio-cubitale si connette direttamente al margine posteriore della cellula discale.
La cubito e l'anale sono complete e terminano separatamente sul margine oppure convergono unendosi per un breve tratto terminale. Di conseguenza, la cellula cup è aperta o chiusa.
| Tipo Bombylius: 1ª cellula posteriore chiusa, 4 cellule posteriori, cup aperta. | Tipo Anthrax: 1ª cellula posteriore aperta, 4 cellule posteriori, cup aperta. |
| Tipo Usia: 1ª cellula posteriore aperta, 3 cellule posteriori, cup chiusa.      | Schemi delle nervature alari maggiormente ricorrenti. Nervature longitudinali: C: costa; Sc: subcosta; R: radio; M: media; Cu: cubito; A: anale. Nervature trasversali: h: omerale; r-m: radio-mediale; m-m: mediale; m-cu: medio-cubitale. Cellule: d: discale; br: 1ª basale; bm: 2ª basale; r1: marginale; r3: 1ª submarginale; r5: 1ª posteriore; cup: cellula cup. |

Le cellule chiuse sono rappresentate dalle due basali e dalla discale, alle quali si aggiungono la cup, in caso di convergenza della cubito sull'anale, la 1ª posteriore (r5) in caso di convergenza di M1 su R5 e la marginale (r1) in caso di convergenza del primo ramo del settore radiale sul ramo anteriore della radio. L'eventuale presenza di nervature trasverse fra i rami della radio (radiali e settoriali) possono ulteriormente complicare la morfologia della cellula marginale e delle submarginali.
La larva della maggior parte dei Bombilidi si differenzia, secondo lo stadio di sviluppo, in due tipi. Quelle del primo tipo sono allungate e di forma cilindrica ed hanno un sistema tracheale metapneustico o anfipneustico, ovvero provviste di un paio di stigmi addominali e, eventualmente, un paio toracico. Quelle del secondo tipo sono tozze ed eucefale ed hanno un solo paio di stigmi posizionato nell'addome.

## Biologia

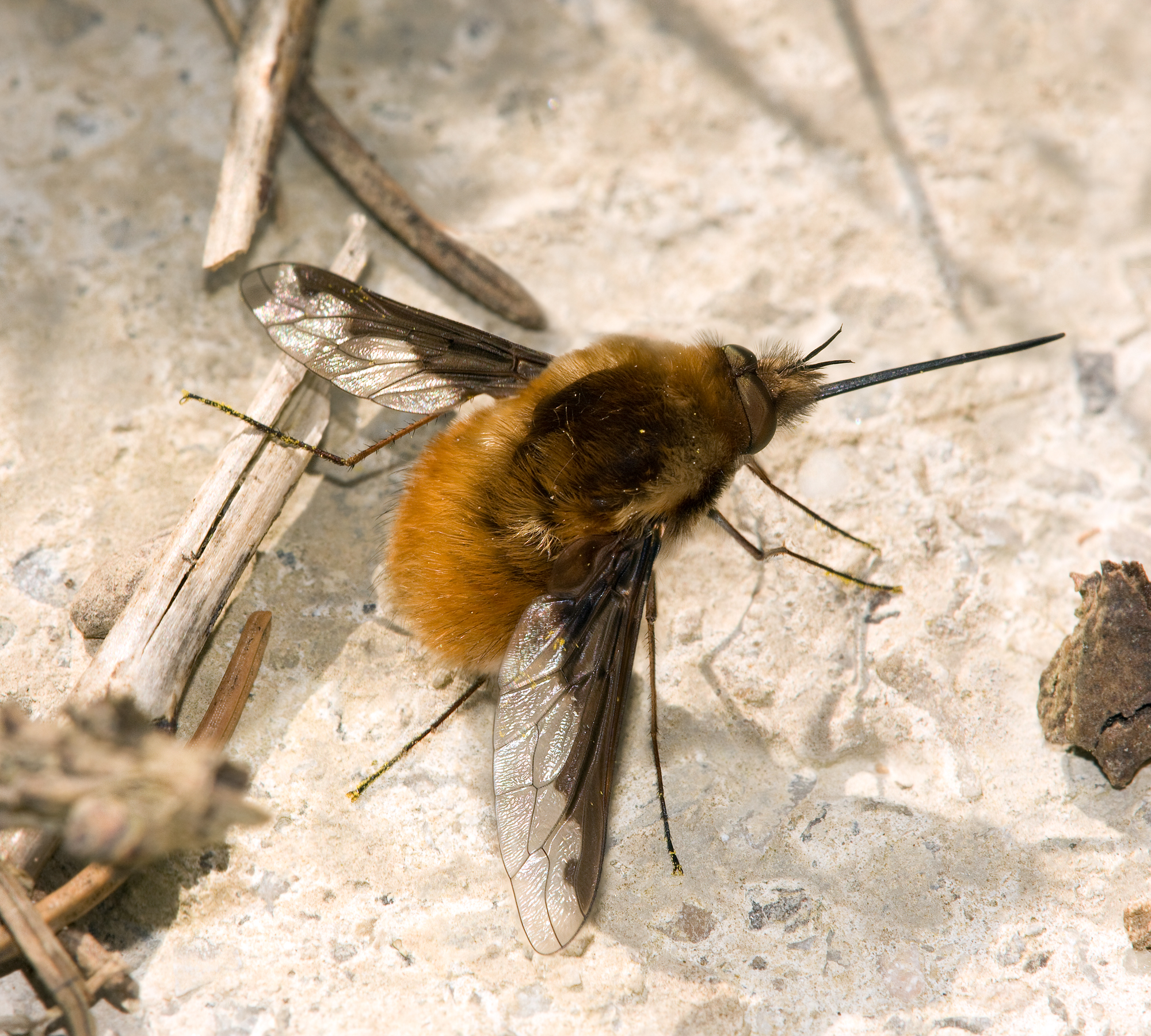
Bombylius major

Gli adulti dei Bombilidi frequentano per la maggior parte ambienti soleggiati e aridi, spesso sabbiosi o rocciosi. Dotati di un potente volo, si rinvengono in genere in volo sopra i fiori oppure in riposo sul terreno nudo esposto al sole. Contribuiscono in modo non trascurabile all'impollinazione incrociata delle piante, diventando i principali impollinatori di alcune specie degli ambienti desertici. A differenza della maggior parte dei ditteri glicifagi, i Bombilidi si nutrono, oltre che di nettare, anche di polline, da cui vengono soddisfatti i fabbisogni proteici. Un comportamento trofico analogo ricorre, fra i Ditteri, per lo più fra i Sirfidi, un'altra importante famiglia di ditteri pronubi. Spesso sono riconoscibili per la forma tozza, per il volo stazionario e per la particolare lunghezza del loro apparato boccale, proteso in avanti.
A differenza dei Sirfidi, che si posano sul fiore come gli Apoidei ed altri insetti pronubi, i Bombilidi si comportano come gli Sfingidi e in genere si nutrono librando nell'aria sfruttando il volo stazionario e usando eventualmente le zampe anteriori per stabilizzare la posizione.

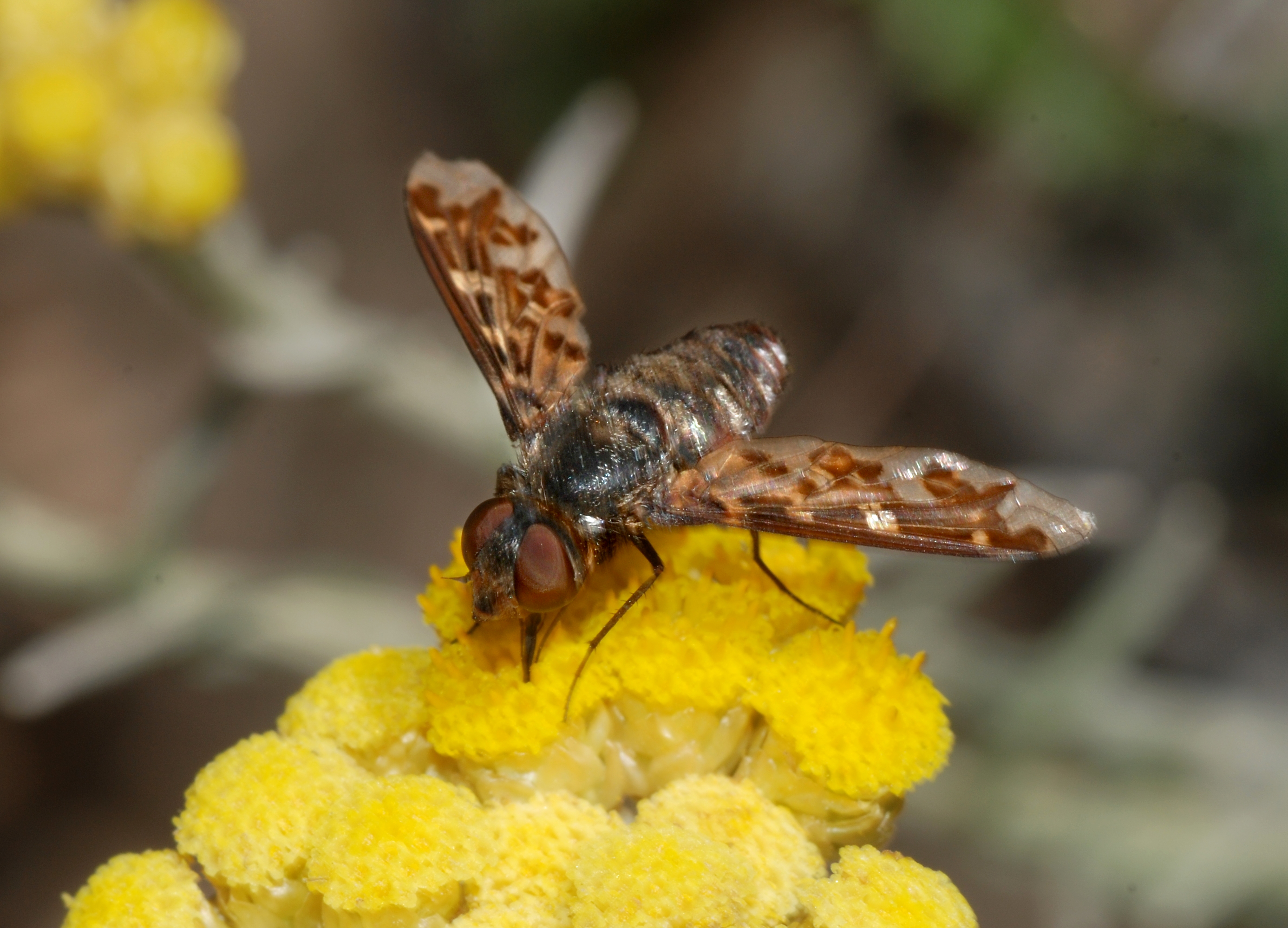
Exoprosopa italica

Nonostante l'elevato numero di specie di questa famiglia, la biologia degli stadi giovanili della maggior parte delle specie è poco conosciuta. Lo sviluppo postembrionale è di tipo ipermetabolico, con larve parassitoidi o iperparassitoidi. Fanno eccezione le larve degli Heterotropinae, la cui biologia è assimilabile a quella degli altri Asiloidei, con sviluppo postembrionale non ipermetabolico e comportamento trofico di tipo predatorio. Gli ospiti dei Bombilidi appartengono a diversi ordini di insetti, ma in prevalenza si annoverano fra gli olometaboli, di cui sono attaccati gli stadi preimmaginali. Fra questi ricorrono spesso imenotteri, in particolare delle superfamiglie dei Vespoidea e degli Apoidea, coleotteri, ditteri e lepidotteri. Sugli Ortotteri, invece, l'attività zoofaga si esercita principalmente sulle ovature.
Il comportamento delle forme conosciute è analogo a quello delle larve dei Nemestrinoidea: la larva di 1ª è di tipo planidiale, ovvero è libera e non si alimenta, mentre gli altri stadi hanno un habitus parassitico. Le uova sono deposte generalmente presso il futuro ospite o presso il nido dove si sviluppa l'ospite. Il planidio penetra nel nido e subisce la muta prima di iniziare l'attività trofica.

## Sistematica e filogenesi

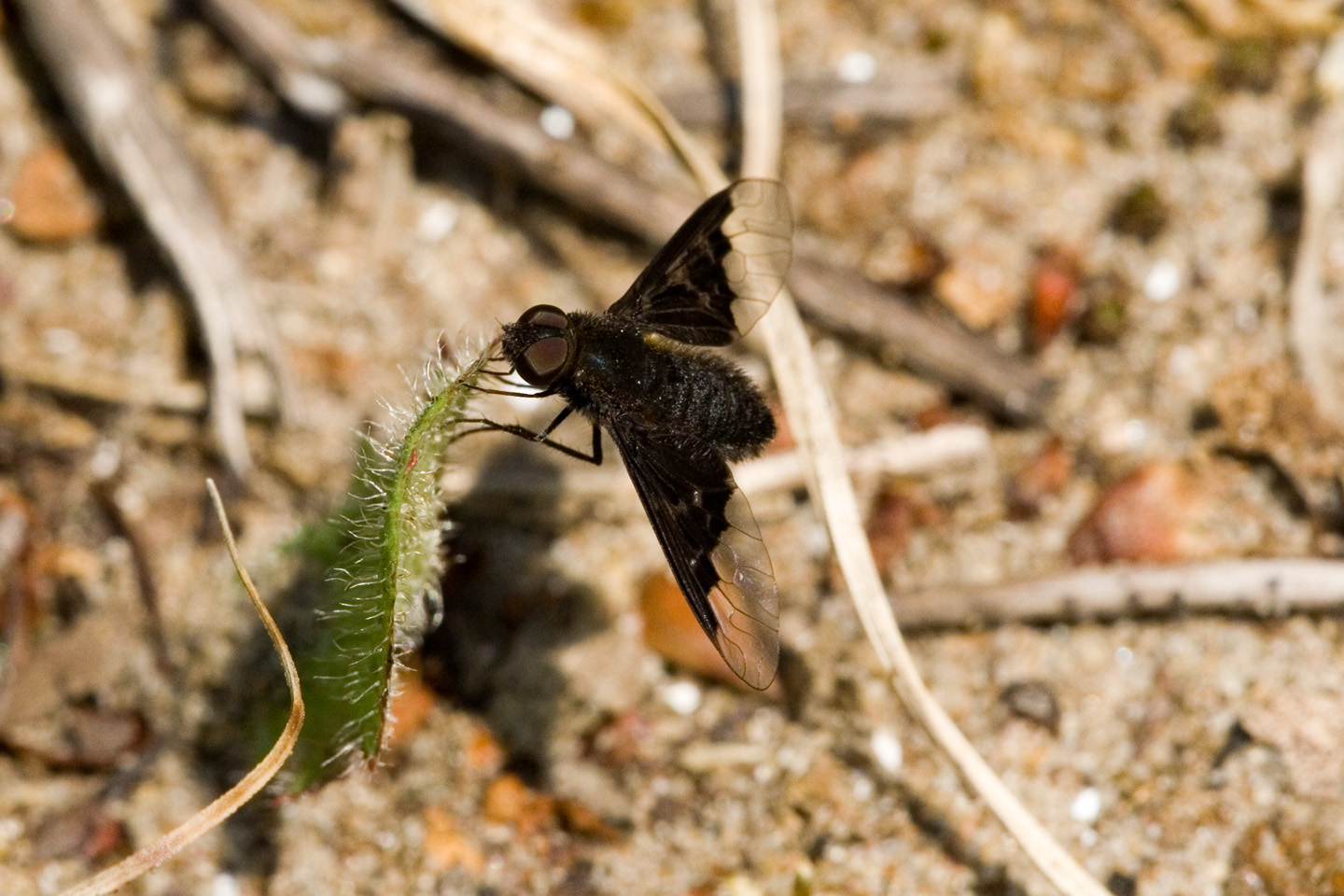
Hemipenthes morio

La sistematica dei Bombilidi è una delle più incerte nell'ambito dei Brachiceri inferiori. Lo stesso HENNIG (1973) inquadrò i Bombilidi nella superfamiglia dei Nemestrinoidea, sulla base delle analogie nell'etologia delle larve, posizionando la superfamiglia nei Tabanomorpha all'interno dell'infraordine Homoeodactyla. Negli stessi anni, ROHDENDORF (1974) trattava la famiglia in una superfamiglia distinta (Bombyliidea), mettendola in relazione con la superfamiglia degli Asilidea. Attualmente è condivisa la correlazione stretta con la superfamiglia Asiloidea sensu Rohdendorf (Asilidea) e l'inclusione dei Bombilidi e delle famiglie da essi scorporati nella superfamiglia degli Asiloidea.
Ancora incerta è la sistematica interna dei Bombilidi. In passato furono definite ben 31 sottofamiglie, ma gli approfondimenti in materia di filogenesi hanno messo in evidenza il carattere polifiletico della famiglia sensu lato.

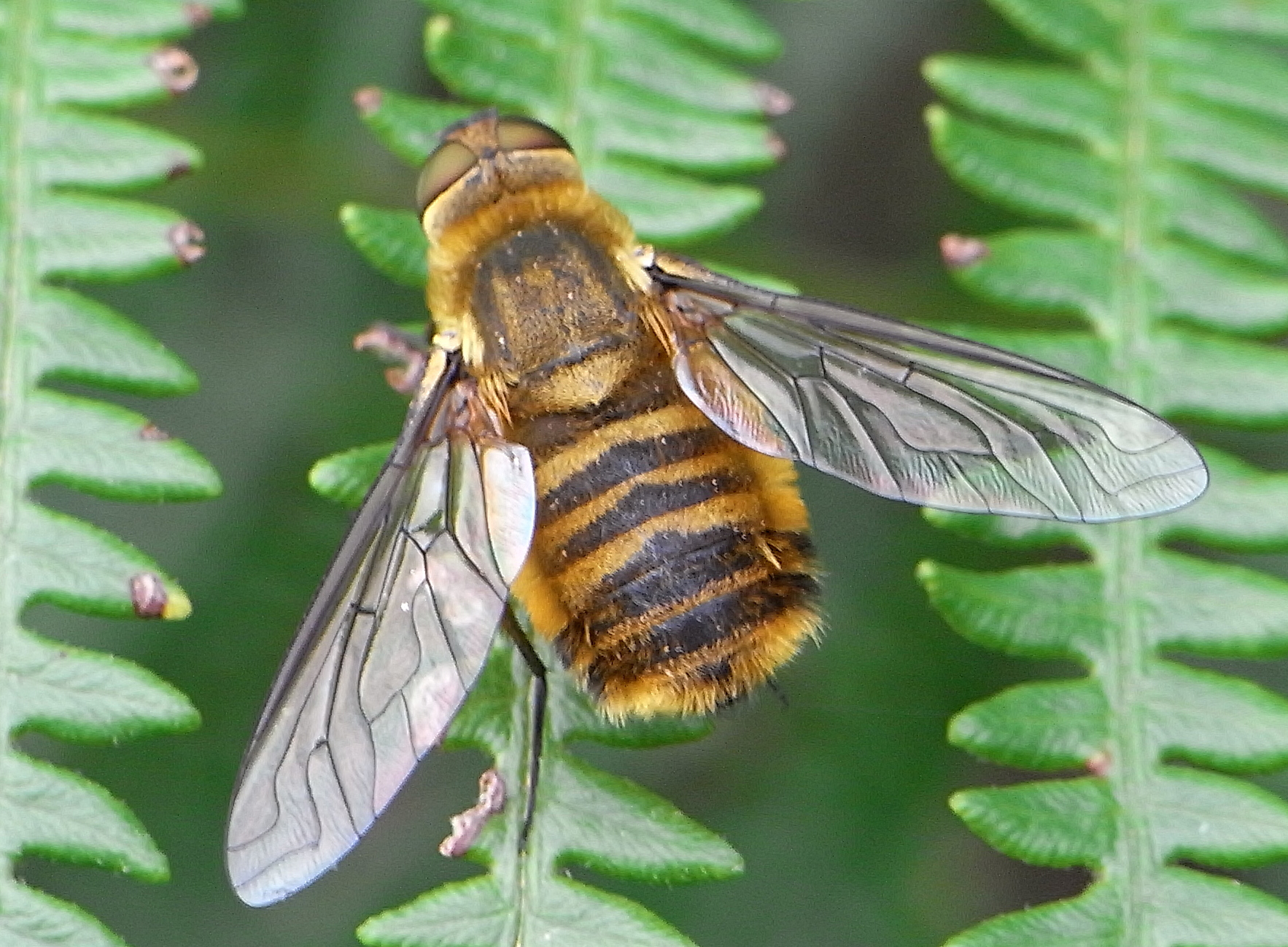
Villa hottentotta

Negli anni ottanta e novanta, la famiglia ha subito diverse revisioni: WEBB (1981) spostò definitivamente il genere Hilarimorpha in una famiglia propria (Hilarimorphidae), Zaitzev (1991) spostò il genere Mythicomyia e diversi altri generi minori nella famiglia Mythicomyiidae, YEATES (1992, 1994) spostò l'intera sottofamiglia dei Proratinae, ad eccezione di Apystomyia, nella famiglia degli Scenopinidae e successivamente il genere Apystomyia nella famiglia Hilarimorphidae, che NAGATOMI & LIU (1994) spostarono definitivamente in una famiglia propria (Apystomyiidae). Dopo queste revisioni, i Bombilidi sensu stricto presentano una maggiore omogeneità morfologica, ma resta ancora dubbia la monofilia della famiglia e, di conseguenza, la classificazione interna.

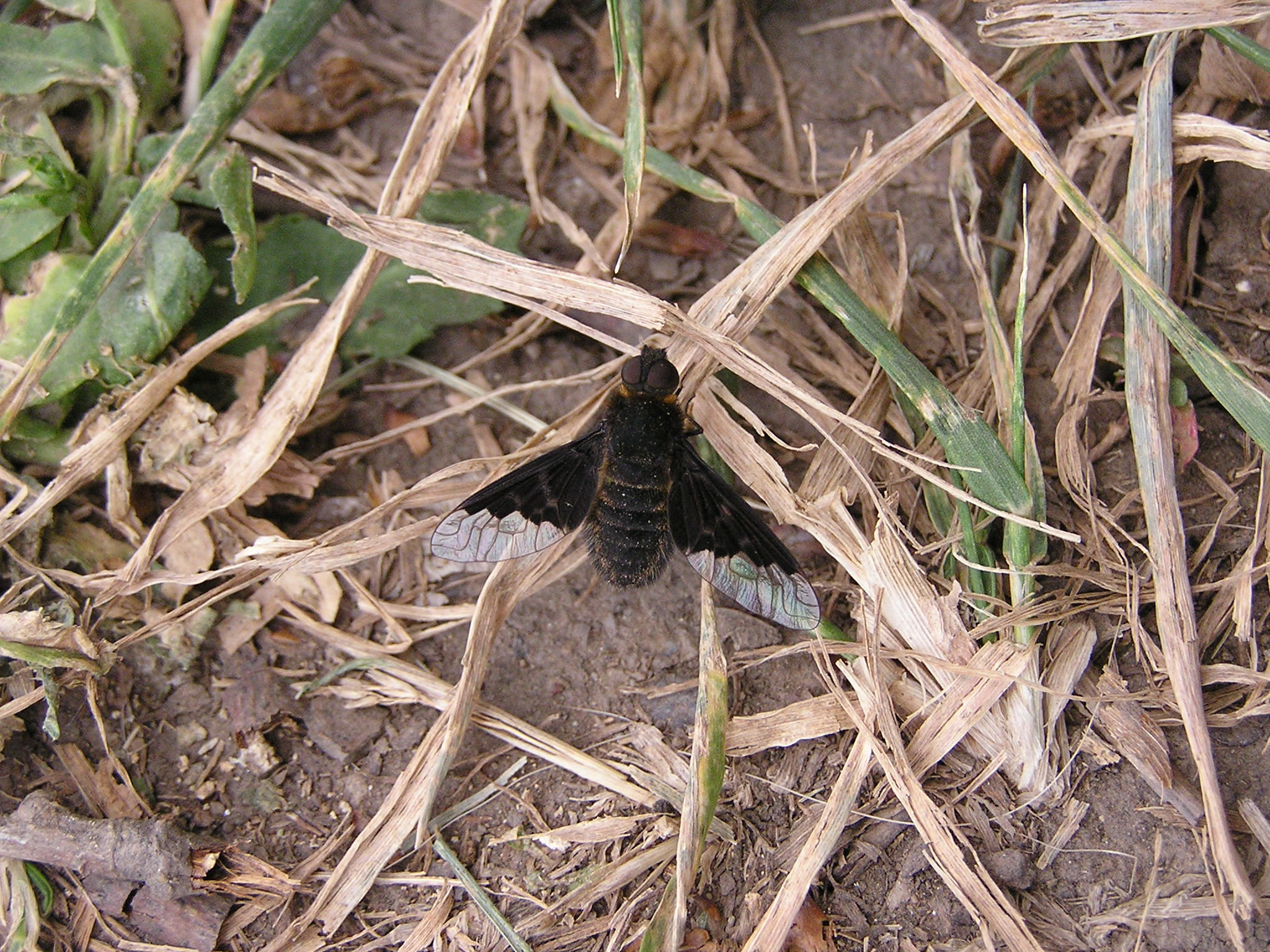
Anthrax anthrax

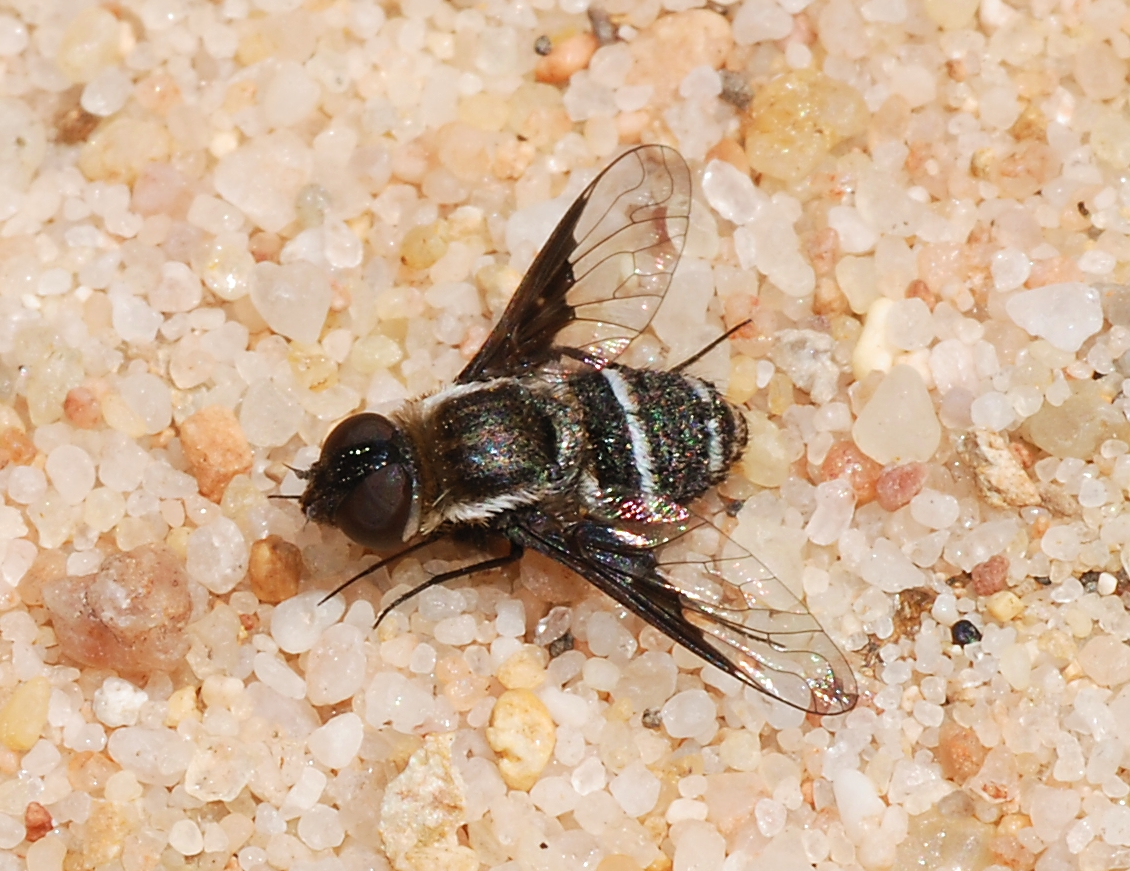
Exhyalanthrax afer

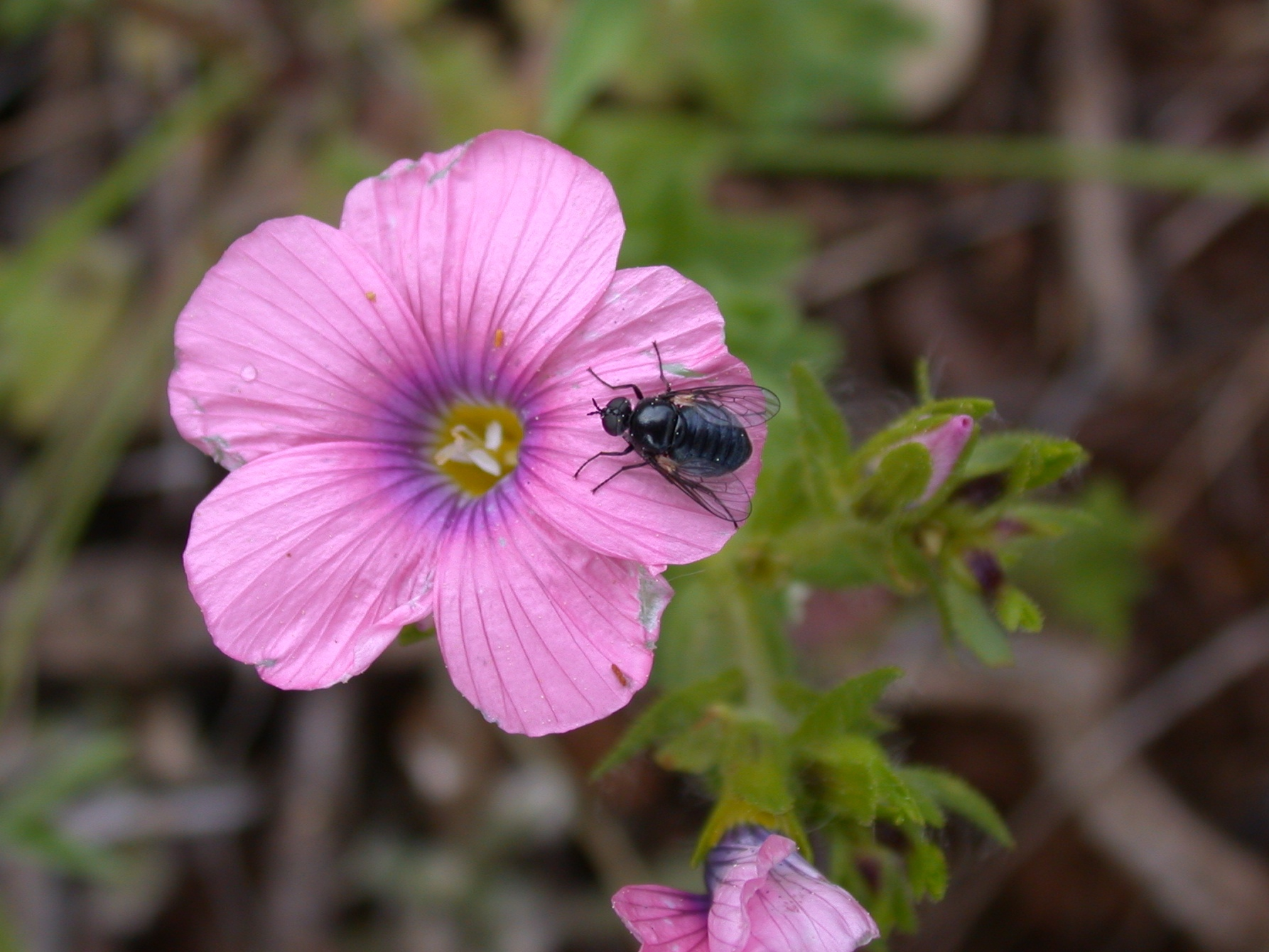
Usia bicolor

Nel complesso, la famiglia comprende circa 4700 specie descritte, ripartite fra 230 generi. La suddivisione interna varia secondo la fonte, in funzione dei differenti inquadramenti che gli Autori attribuiscono a tribù e sottofamiglie. Fra i taxa superiori in cui si ripartisce la famiglia ricorrono spesso i seguenti:
- Anthracinae
  - Anthracini
  - Aphoebantini
  - Exoprosopini
  - Plesiocerini
  - Villini
  - Xeramoebini
- Antoniinae
- Bombyliinae
  - Acrophthalmydini
  - Bombyliini
  - Conophorini
  - Dischistini
  - Eclimini
  - Lordotini
- Crocidiinae
- Cythereinae
- Lomatiinae
  - Comptosiini
  - Lomatiini
- Lordotinae
- Mariobezziinae
- Oligodraninae
- Oniromyiinae
- Phthiriinae
  - Phthiriini
  - Poecilognathini
- Tomomyzinae
- Toxophorinae
  - Gerontini
  - Systropodini
  - Toxophorini
- Usiinae
  - Apolysini
  - Usiini
- Xenoprosopinae

## Distribuzione
La famiglia dei Bombilidi è cosmopolita, ma presenta il maggior grado di biodiversità nelle regioni tropicali e subtropicali a clima arido. In Europa sono censite 335 specie, ripartite fra 53 generi, di cui la maggior parte presenti anche in Italia.